# Jean-Baptiste André Guillot

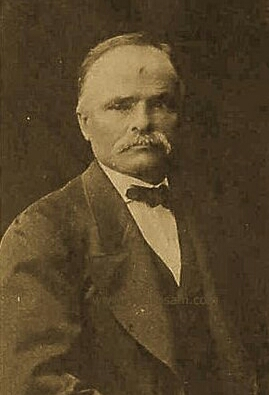
Jean-Baptiste André Guillot

Jean-Baptiste André Guillot, genannt Guillot fils („Guillot Sohn“; * 9. Dezember 1827 in Grenoble; † 6. September 1893 in Vénissieux), war ein französischer Rosenzüchter, der für verschiedene Innovationen bekannt ist. Er brachte unter anderem die erste als Teehybride geltende Rose 'La France'  auf den Markt und züchtete ebenso die ersten Polyantha-Rosen.

## Leben
Er war ein Sohn von Jean-Baptiste Guillot und dessen Frau Jeanne Marie Piollet. Sein Vater war einer der ersten Rosenhändler und Züchter von Lyon und hatte seinen Betrieb im dortigen Stadtviertel La Guillotière.

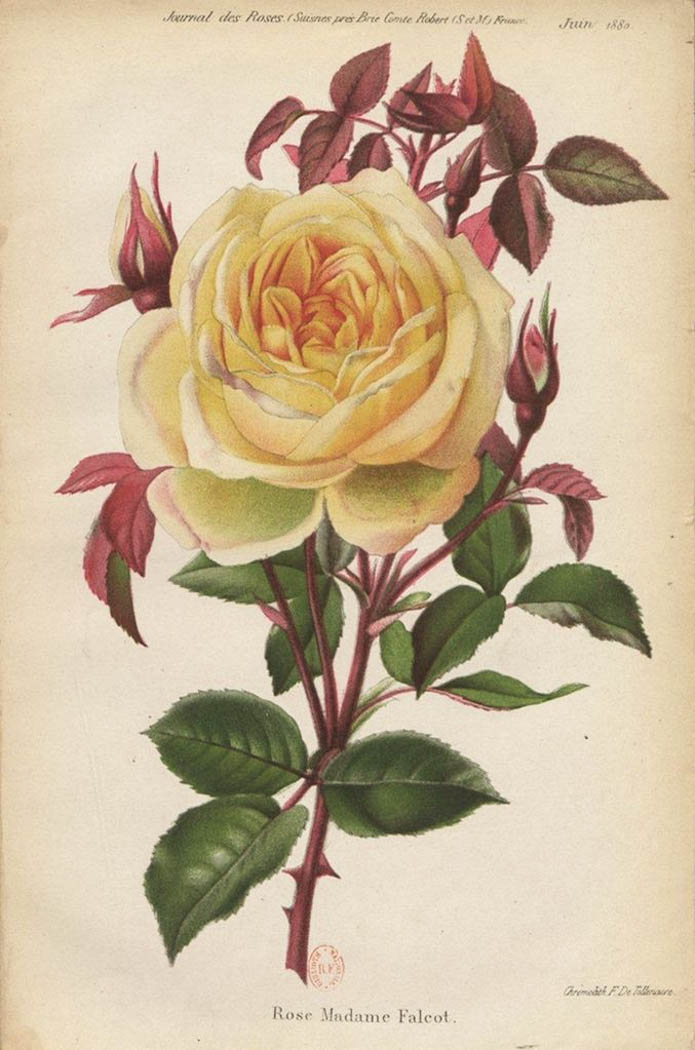
'Madame Falcot', 1858

Jean-Baptiste André arbeitete ab dem Alter von 14 Jahren im väterlichen Unternehmen. 1849, mit nur 22 Jahren, erfand er eine neue Art der Rosenveredelung mithilfe des Okulierens am Wurzelhals („greffage en écusson“) einer Wildrose, für die er bevorzugt die Rosa canina („Rose églantier“) verwendete.
Ein Jahr später, 1850, heiratete er Catherine Berton, die aus einer alteingesessenen, seit 1690 in La Guillotière nachgewiesenen Gärtner-Familie stammte.
Im Jahr 1852 trennte er sich von seinem Vater, eröffnete einen eigenen Betrieb und nannte sich von nun an Guillot fils („Guillot Sohn“). In den folgenden Jahrzehnten brachte er etwa 100 eigene Rosen-Züchtungen auf den Markt. Seine erste eigene Sorte war die auch heute noch bekannte zart-lachsfarbene Teerose 'Madame Falcot', die 1858 herauskam und gleich ein großer Erfolg wurde.
Weitere heute noch bekannte Rosen von Guillot fils sind die dunkelrote China- oder Remontant-Rose 'Louis XIV.' (1859), die dem gleichnamigen Rosenzüchter gewidmete Moosrose 'Parmentier' (1860), die hell-rosa Remontant-Rose 'Joséphine de Beauharnais' (1865), die zart-lachs-rosane Teerose 'Catherine Mermet' (1869), die gestreifte Gallica-Rose 'Belle des jardins' (1872) und die hellgelbe Teerose 'Étoile de Lyon' (1876).

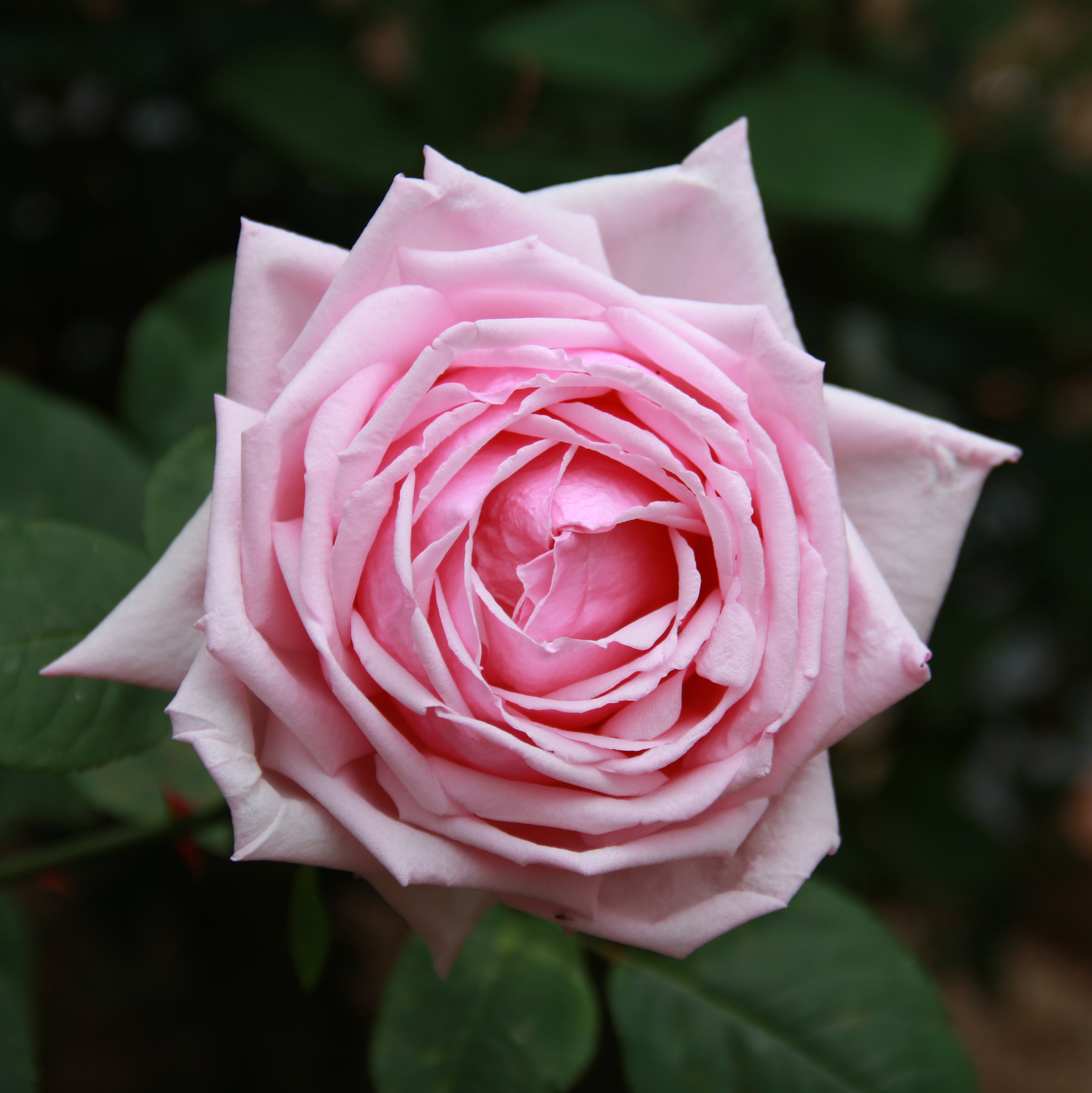
'La France', 1867

Besonders in Erinnerung der Rosenfreunde ist Guillot fils jedoch wegen seiner Rose 'La France' geblieben, einer zart- bis silbrigrosa-farbenen, dichtgefüllten und zuverlässig remontierenden Varietät, die er 1867 anlässlich der Exposition Universelle in Paris herausbrachte. Diese gilt allgemein als erste moderne Tee-Hybride, obwohl ihre Abstammung nicht bekannt ist, da es sich offenbar um einen Zufallssämling handelte.
1875 brachte Guillot fils außerdem mit der weißen, remontierenden Sorte 'Pâquerette' die erste Polyantha-Rose heraus, die von Sämlingen der Rosa multiflora abstammte. 1881 folgte die hellrosa-farbene Polyantha-Rosa 'Mignonette'.
Ab 1884 arbeitete sein Sohn Pierre Guillot im väterlichen Betrieb mit; zusammen brachten sie unter dem Namen „Guillot et Fils“ (Guillot und Sohn) 16 neu gezüchtete Sorten heraus. 1892 schließlich übergab Jean-Baptiste André Guillot seinem Sohn die Leitung des Unternehmens.
Er starb am 6. September 1893 in Vénissieux.
Pierre Guillot widmete seinen Eltern die Rosen 'Catherine Guillot' (1896) und 'Souvenir de J.-B. Guillot' (1897).
Das Unternehmen der Roseraies Guillot wurde in den kommenden über hundert Jahren weiter als Familienunternehmen geführt (bis 2010) und besteht bis heute (Stand 2022). Ein Nachfahre der Guillots ist außerdem der Rosenzüchter Dominique Massad.

## Galerie: Rosen von

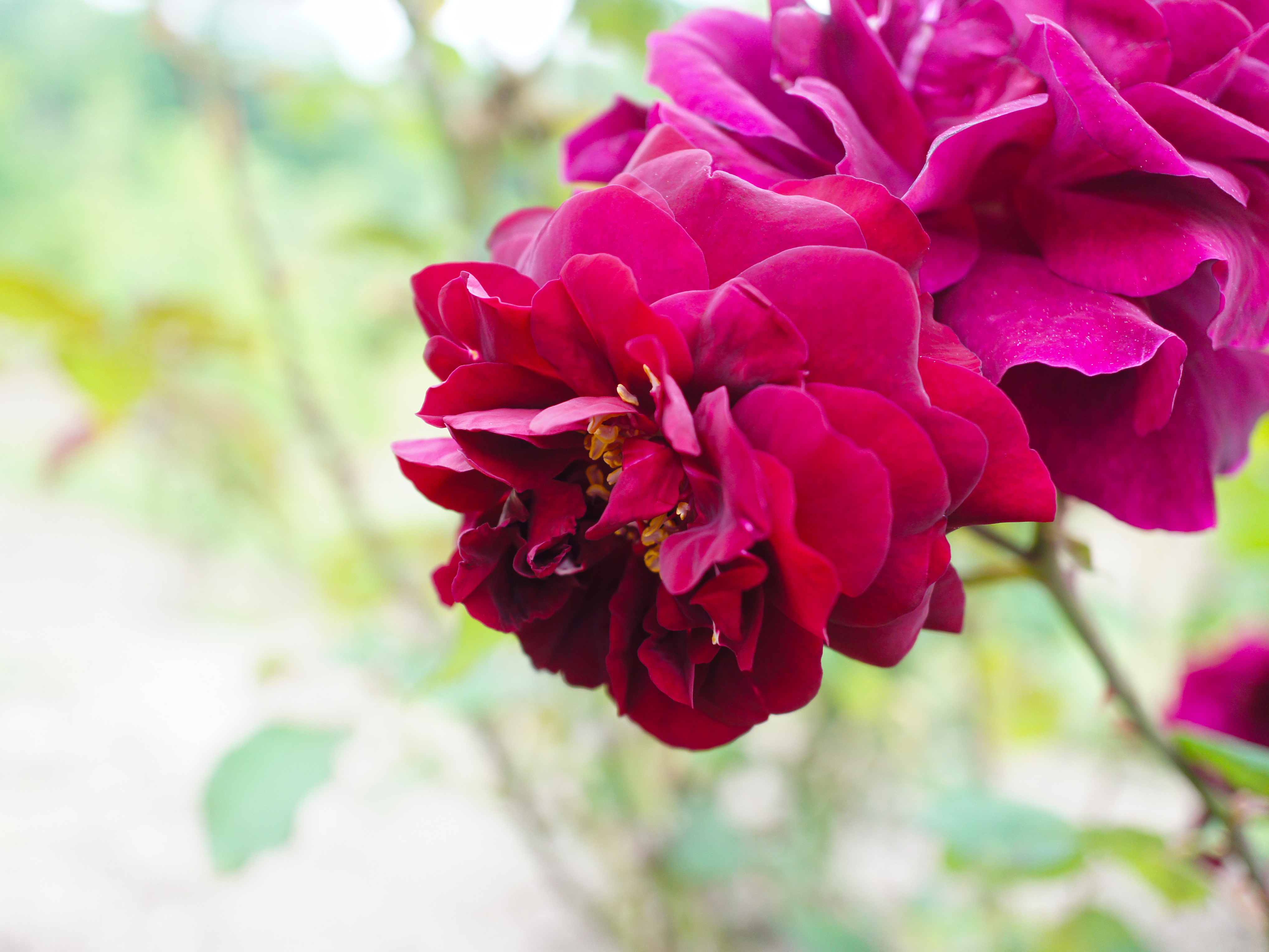
'Louis XIV', 1859
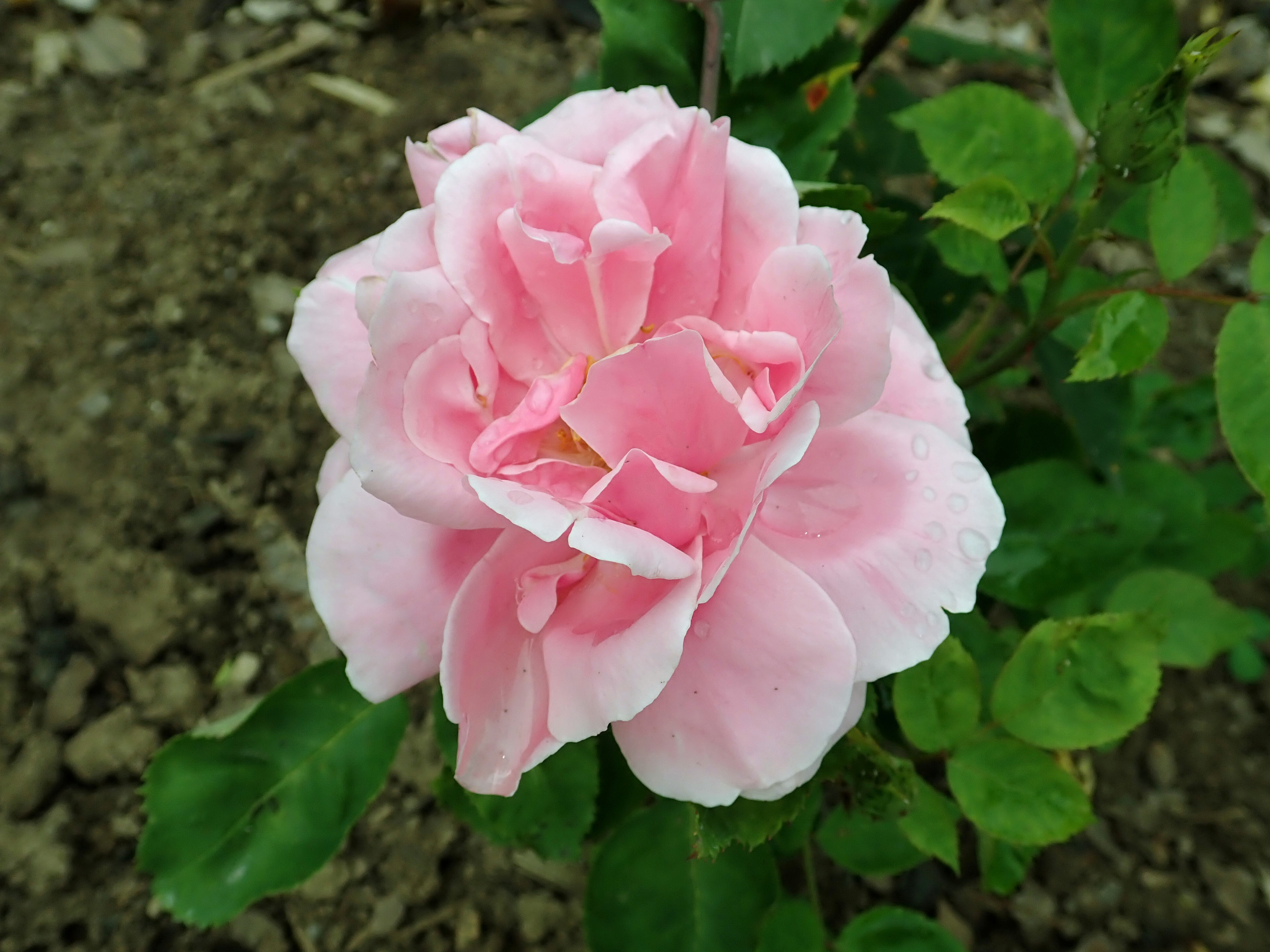
'Mlle. Eugenie Verdier', 1859
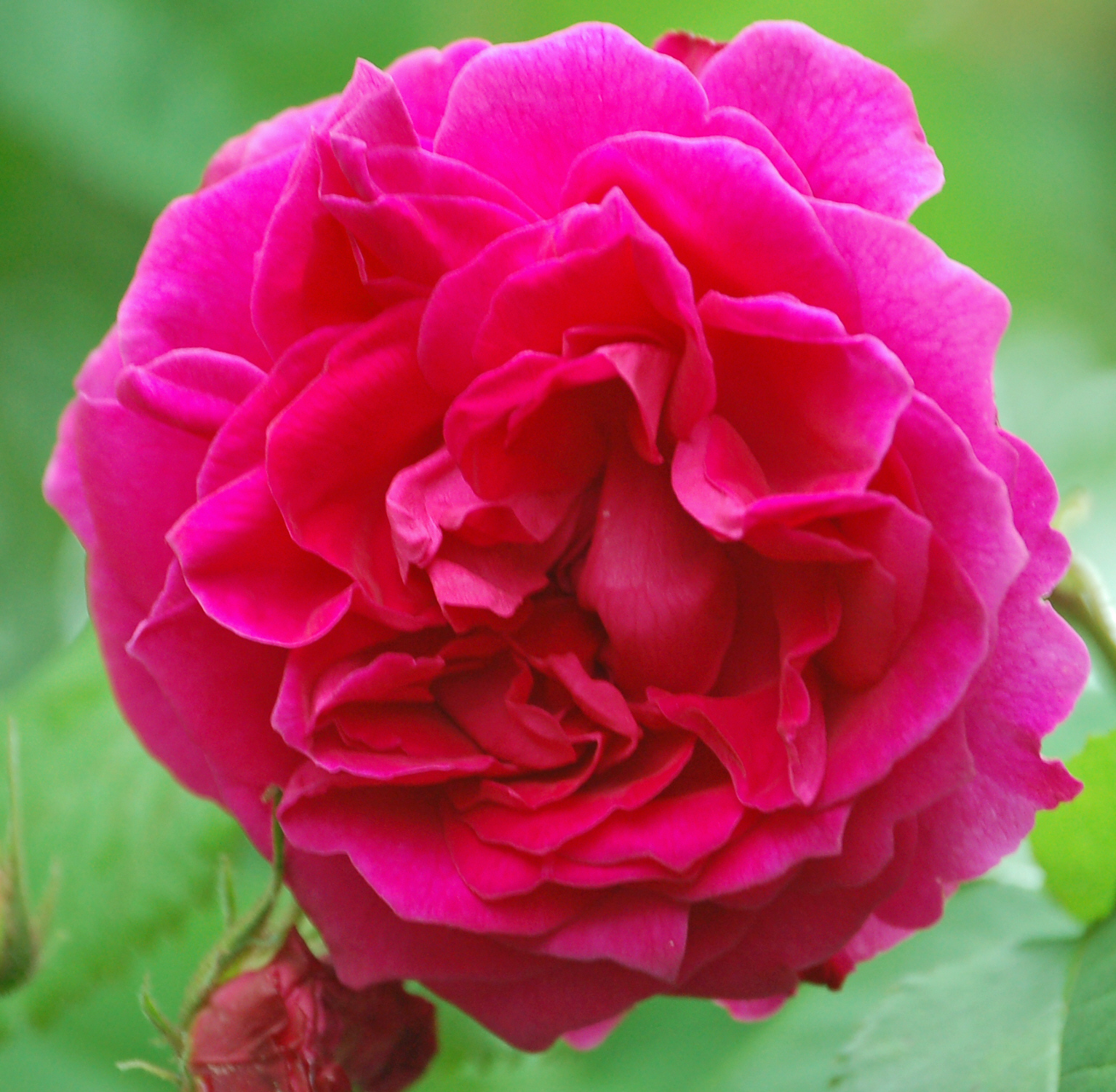
'Catherine Guillot' (alias 'Michel Bonnet'), 1861
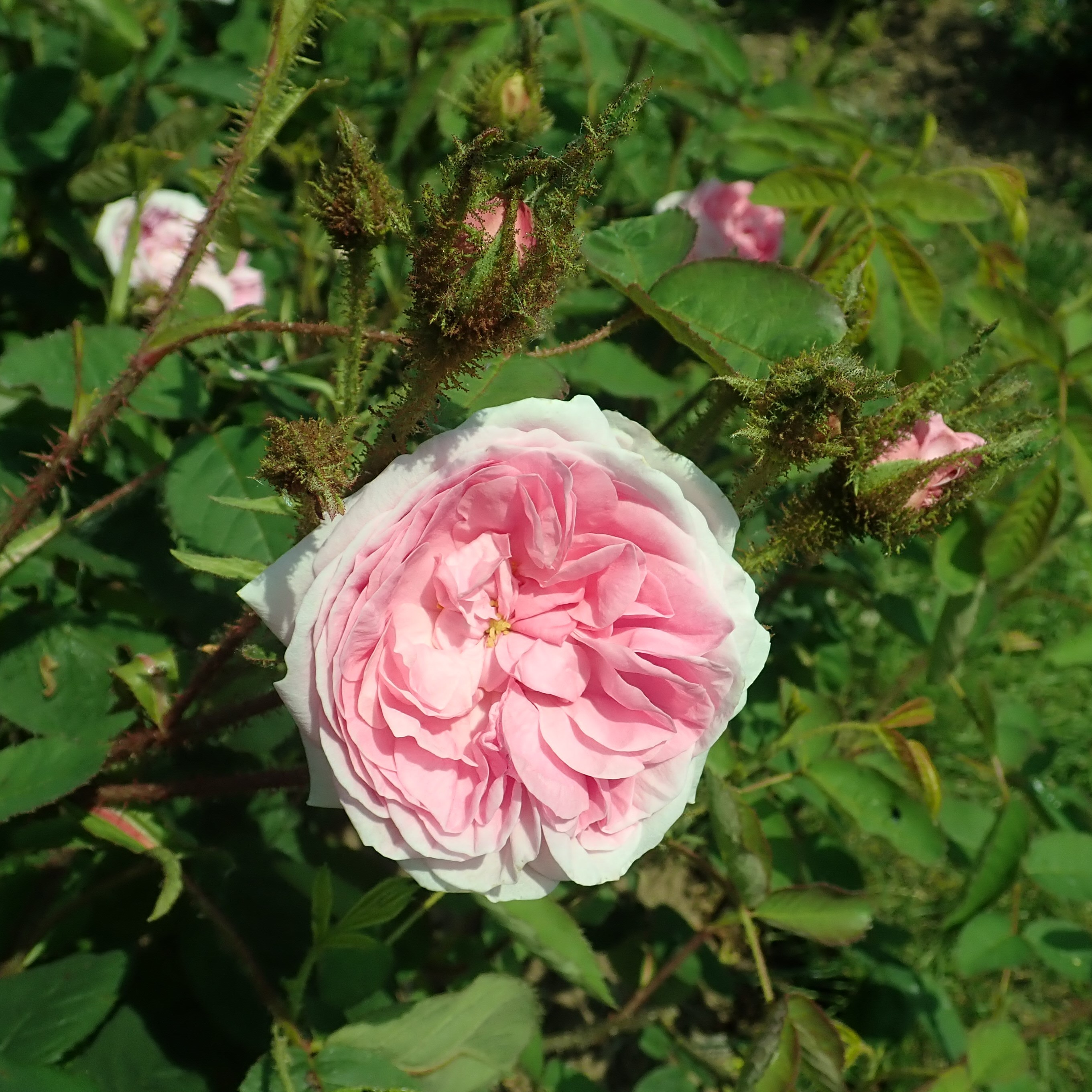
'Joséphine de Beauharnais', 1865
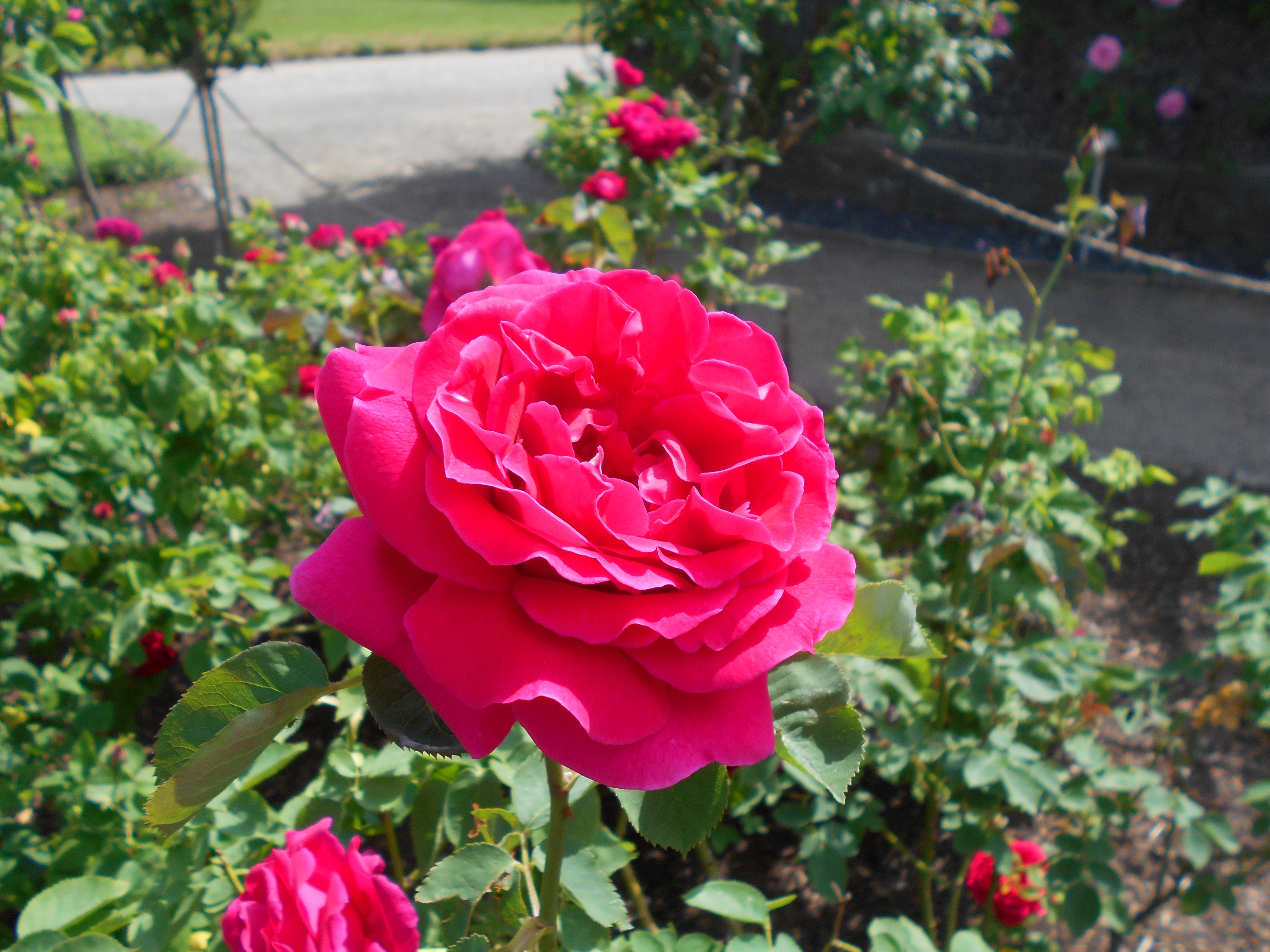
'Horace Vernet', 1866
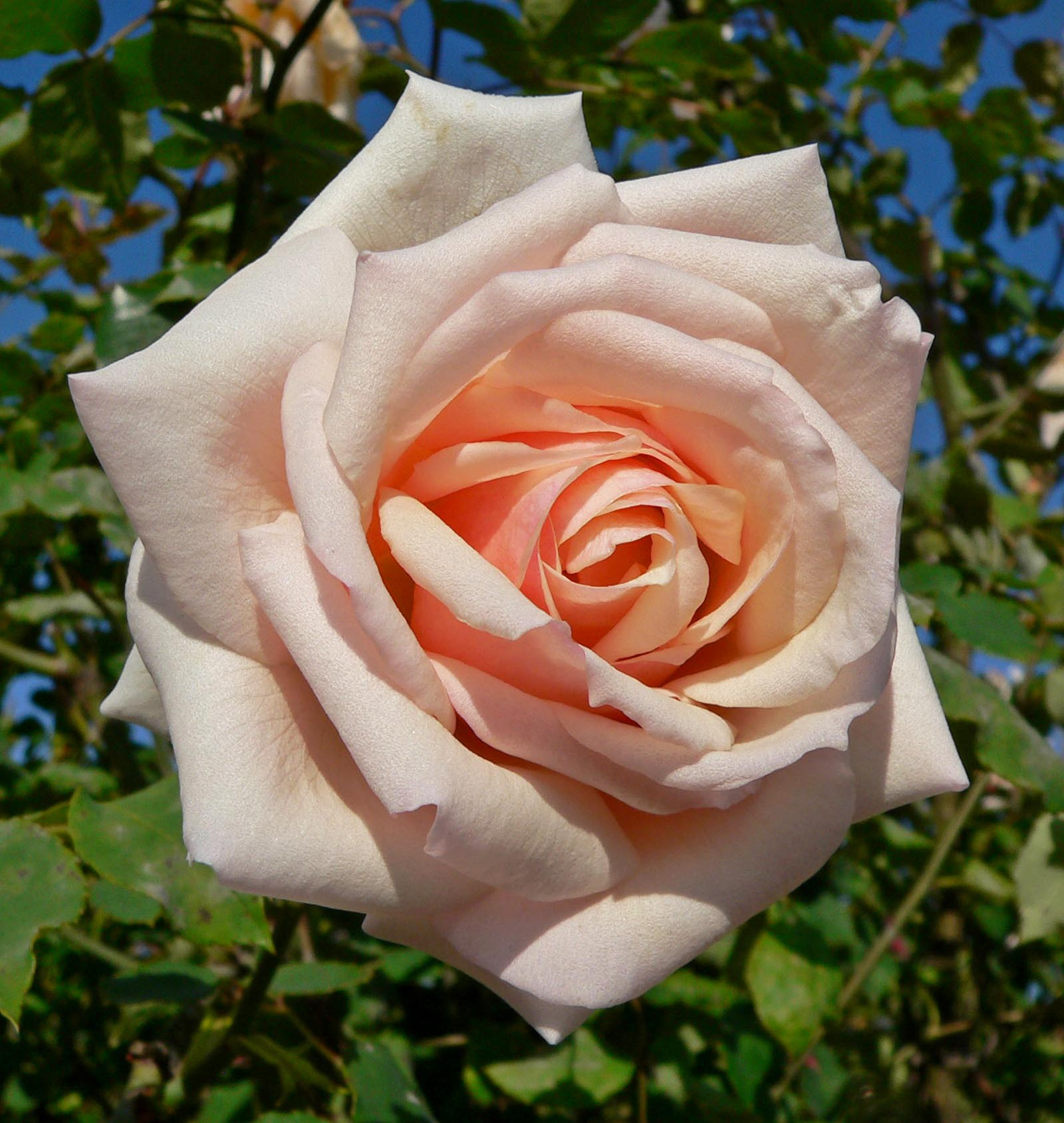
'Catherine Mermet', 1869
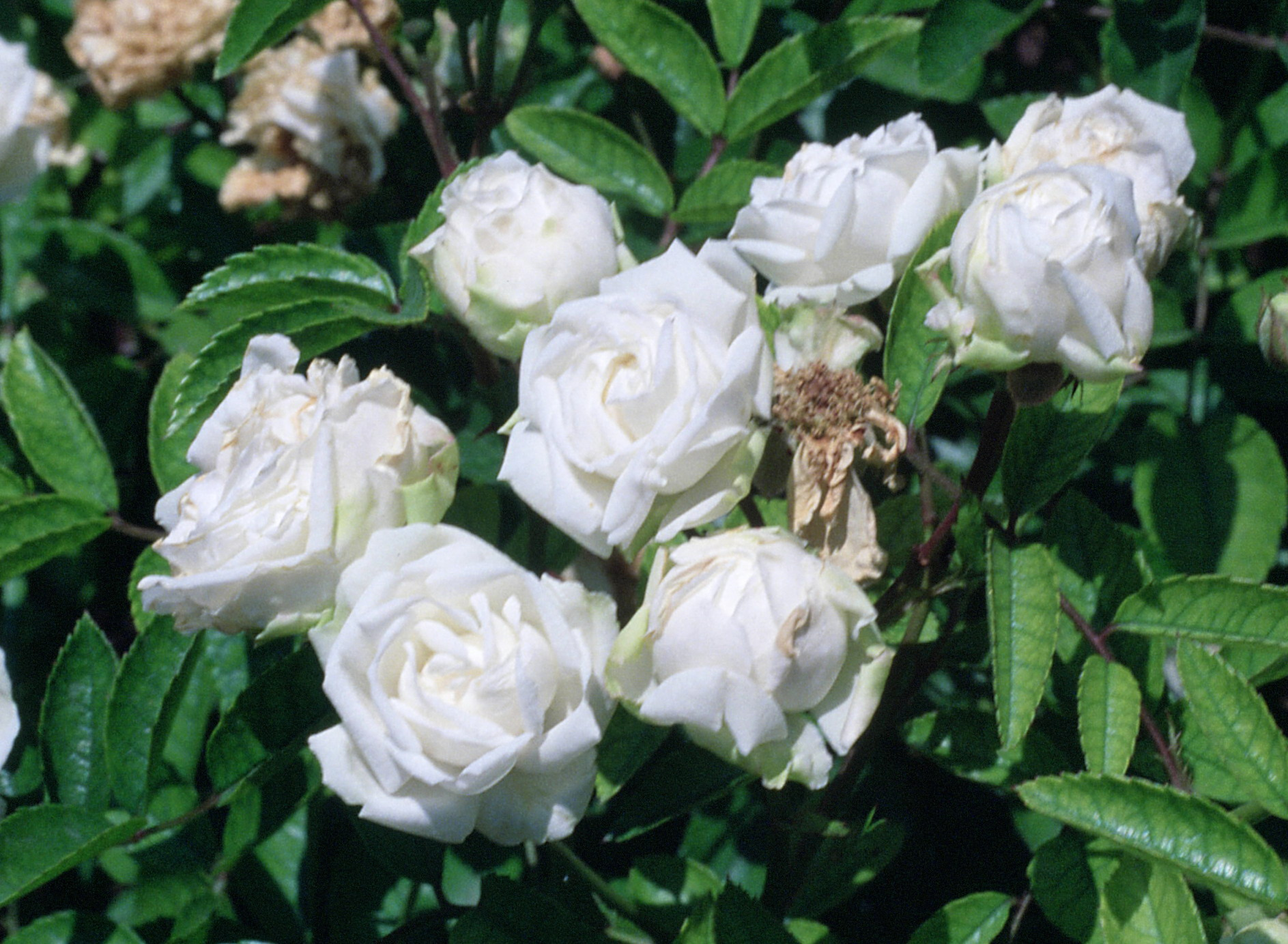
'Pâquerette', 1875